# Georg Christoph Dreher
Georg Christoph Dreher (geb. 11. November 1609 in Alt-Kölln; gest. 14. April 1682 in Regensburg) war als Altenburgischer Hofrat Gesandter der sächsischen Fürstenhäuser am Reichstag in Regensburg.
Nach dem Jurastudium in Frankfurt an der Oder und an der Universität Altdorf war Dreher nach 1622 als Hofmeister in Leyden und in England tätig. Nach seiner Rückkehr beendete er das Jurastudium 1640 mit der Promotion an der protestantischen Albertus-Universität Königsberg und heiratete anschließend Barbara Geiger (geb. 18. Mai 1617 in Nürnberg). Mit ihr hatte er vier Söhne und zwei Töchter. Bekannt ist auch eine Enkelin, die in Regensburg verstarb. Ihre metallische Grabplatte mit Inschrift ist noch heute erhalten.
Nach der Heirat war Dreher zunächst als Advokat in Nürnberg tätig und ab 1646 als Konsulent am Ehe- und Stadtgericht in Nürnberg. 1656 trat Dreher in die Dienste des Herzogs von Sachsen-Altenburg und Sachsen-Coburg. Ab 1672 war er als Gesandter für alle fürstlichen Häuser der Ernestinischen Linie tätig und auch für das Fränkische Reichsgrafenkollegium und die Grafschaft Barby.
Seine Ehefrau Barbara verstarb 1680 und wurde im südöstlichen Bereich des Gesandtenfriedhofs in einer Gruft unter einer Grabplatte begraben, deren Inschrift sich nicht erhalten hat, auch nicht als spätere Abschrift, wie im Fall der Grabplatte ihres nur kurz nach ihr verstorbenen Ehemannes. Die Abschrift seiner Grabplatte entstand bei einer Begehung des Friedhofs zur Erfassung aller Grabstätten am Ende des 19. Jahrhunderts durch den Mitarbeiter des städtischen Bauamts mit dem Namen Tilger. Als Schmuck für die einfache, unscheinbare Grabstelle der Ehefrau diente eine Metallplatte mit einer Inschrift, die auf die früh verstorbene Enkelin Dorothea Maria hinweist. Die Enkelin wurde in der Gruft ihrer Großmutter begraben mit einer liebevollen Inschrift: Dorothea Maria, noch vor kurzem für die Menschen, besonders für den Vater und für die Großeltern, nun aber für Gott und die Engel das sicherste Entzücken, kleines Fräulein, Geliebteste ihres Jesus mehr als man glauben kann, der Sachsen-Altenburgischen Hofräte Johann Caspar Hendrich (Vater) und Georg Christophorus Dreher (Großvater, jenes Tochter, dieses des heutigen Gesandten zum Regensburger Reichstag liebste und ersehnteste Enkelin, die geboren in Altenburg in Meissen am 27. September im Jahre 1668 schnell wieder verstorben, dabei mit unglaublicher Anmut der Sitten und des Geistes ihr Leben durchschritten hat und vierjährig in Regensburg am 5. September 1672 hier beigesetzt worden ist.
Weil die Metallplatte wahrscheinlich die Fußgänger auf dem Kirchhof behinderte, wurde sie später vom Kirchhof entfernt, und im Innenraum der Kirche unterhalb der Kanzel aufgehängt. Dort hat sich die Metallplatte bis heute erhalten.